# Renzo Sacco
Renzo Sacco (Merlara, 20 gennaio 1944 – Padova, 6 gennaio 2023) è stato un politico italiano.
È stato presidente della Provincia di Padova dal 1995 al 1998, alla guida di una coalizione eterogenea, comprendente Lega Nord, Popolari, PDS e Verdi.